# SUMMER DREAM (アルバム)
『Summer Dream』（サマー ドリーム）は、日本のロックバンドであるTUBEの5枚目のオリジナル・アルバム。
1987年5月21日にCBS・ソニーからリリースされた。前作『BOYS ON THE BEACH』（1986年）より5か月ぶりにリリースされた作品であり、亜蘭知子、秋尾沙戸子、星野今日子、湯川れい子、三浦徳子などの女性作詞家が多く参加、また作曲家は織田哲郎、茂村泰彦、栗林誠一郎、中島正雄、小田裕一郎が参加、その他に前田亘輝による自作曲が1曲、角野秀行作曲による楽曲が1曲収録されている。
本作にはアコースティックなサウンドの楽曲や、強いメッセージ性が込められた楽曲、性的な表現の歌詞の楽曲などが収録されている。大ヒットとなった先行シングル「SUMMER DREAM」を収録しており、本作を以ってTUBEは歌詞および楽曲における独自のスタイルを確立し初期の代表作となった。
本作はオリコンアルバムチャートにおいて最高位第2位を獲得、売り上げ枚数は30万枚を超え3枚目のアルバム『THE SEASON IN THE SUN』（1986年）以来となる大ヒット作となった。

## 背景
4枚目のアルバム『BOYS ON THE BEACH』（1986年）をリリースしたTUBEは、同作を受けたコンサートツアー「TUBE LIVE AROUND CHIKOKU-GENKIN」を同年11月14日の浦安市文化会館公演を皮切りに、1987年2月9日の東京厚生年金会館公演まで34都市全35公演を実施した。同ツアーよりTUBEは毎回テーマを決めることを始めており、「遅刻厳禁」と題された同ツアーでは開演時間が毎度遅れることに疑問を持っていたことから、すべての会場において開演時間と同時にライブが始まるようにしていた。同ツアーにおいてメンバーは様々なことを学んでおり、作り手にとって良い曲と聴き手にとって良い曲は異なっているため、メンバーがライブで盛り上がると見込んだ曲が当てが外れて盛り上がらず、その反対にメロディーの出来に不満を抱いていた曲が盛り上がる事などがあったために、後の曲作りに対するヒントを得ることとなった。
またツアー中に事務所代表の長戸大幸から前田亘輝および春畑道哉はソロ・アルバムの制作を打診され、両名にとっては願ってもないチャンスであったこと、また中学生の頃から「ギター・アルバムを出す!」と意気込んでいた春畑は即断で了承することになった。しかしTUBEとしての活動が4月以降には開始されることからソロ・アルバムのリリースは2月末になるため、ツアー中にレコーディングを進めるしか方法がない状態となった。レコーディングとツアーの同時進行は東京と地方を何度も往復するハードな内容となったが、両名は辛さを感じることはなかったという。
その後、同年2月26日に前田はアルバム『LOOSE』にてソロ・デビューを果たすこととなった。同作は前田のルーツとなるR&Bやソウルミュージックなど全6曲ともに洋楽のカバーとなっており、前田のボーカリストとしての側面を強調した作風であることに加え、初めて前田が英語曲を披露する機会となった。また、同作以降前田は1991年まで毎年ソロ・アルバムをリリースするようになった。前田のソロ・アルバムと同日に春畑もアルバム『DRIVIN'』にてソロ・デビューを果たしている。同作はフュージョン系のインストゥルメンタル・アルバムとなっており、個人的志向から挑戦してみたいジャンルであったと春畑は述べている。春畑も前田と同様に、同作以降コンスタントにソロ活動を継続していくこととなった。書籍『地球音楽ライブラリー チューブ 改訂版』では、当時20歳という若さでギター・インストゥルメンタル・アルバムをリリースした春畑に対して、他に同様のケースが存在しないことから「彼の早熟記録は今なお塗り替えられていないのである」と記している。
同年4月10日にTUBEは5枚目のシングル「SUMMER DREAM」をリリース。音楽番組のランキングチャートでは松田聖子が第1位を維持している中、「SUMMER DREAM」はそれに続いて第2位を維持していたが、最終的には第1位を獲得するという快挙を成し遂げた。同曲のヒットによりメンバーは「やっぱりTUBEは夏みたい」と認めざるを得なくなり、これを切っ掛けにTUBEは夏と冬の活動を別々のものとして行っていくようになった。

## 音楽性と歌詞
書籍『地球音楽ライブラリー チューブ 改訂版』では、前作を過渡期的な作品と位置付けた上で、そこでの試行錯誤の結果が本作で結実したと記している。同書ではシングル「SUMMER DREAM」の大ヒットによりTUBEが夏のバンドとして完全に認知されるよになったと主張したほか、本作によってTUBEのアルバムスタイルが完全に確立されたことから初期の代表作であるとも主張している。
1曲目「SA・YO・NA・RA…」では前田の安定感のあるボーカルが発揮されており、「恐れることはなにもない、信じるこの道を行けばいい」というメッセージ性を含んでいる。また、2曲目「FACE THE BIG WAVE」においてより具体的なメッセージ性が表現されている。両曲ともに2枚目のアルバム『OFF SHORE DREAMIN'』（1985年）収録曲である「Lookin' For Love」以来継続されてきたライフソングが結実した楽曲であり、書籍『地球音楽ライブラリー チューブ 改訂版』では「これもまたひとつのスタイルの確立だ」と記している。同書では「FACE THE BIG WAVE」について、「シングルが表の顔とするなら、裏の顔の最初の代表曲だ」と主張した他、「ライフソングの枠から独立したファイティングソング（挑戦者賛美歌）の出発点でもある」とも記している。また同曲の作曲者である茂村泰彦は、本作から13年後の2000年にフォークデュオである19のアレンジャー兼ライブバンドのギタリストとして活動していたことが同書に記載されている。
その他に同書では、4曲目「Younger Than Yesterday」も試行錯誤の成果であると主張しており、アコースティックなサウンド・メイクやメンバーによる編曲、『OFF SHORE DREAMIN'』収録曲である「スタンダードな恋物語」と同様に表現された物語性のある歌詞など、様々な積み重ねが結実した1曲であると記している。6曲目「憧れのハワイ航路」は歌詞面において「ひとつの世界を確立した1曲」であると同書は記しており、歌詞中の「ココナッツ・ヒップ」「イカすバストのマーメイド」などのコミカルかつ性的な言葉がTUBEのキャラクターとして定着していると主張、これらの表現も3枚目のアルバム『THE SEASON IN THE SUN』（1986年）収録曲である「あの娘に急上昇」や「Right On!」を経た結果であると記している。
9曲目「Rock Me Baby」は前田による自作曲であり、同書では前作収録曲「GOOD NITE, BABY」に続く「BABYもの第2弾」であると指摘したほか、「男の本音ソングというか、明るい下心ソングだ」と主張、このような楽曲を守備範囲に収めたことが本作の最大の収穫でありTUBEというバンドの懐の深さであると総括している。その他、同書では「BABY」という歌詞で歌唱しても違和感のない日本の男性ボーカリストとして、矢沢永吉、忌野清志郎、桑田佳祐、佐野元春、井上陽水と並列して前田の名を挙げている。さらに最終曲である「BLUE TWILIGHT」における前田の歌唱に関して同書では、「TUBE史上に残る名唱」であると主張している。

## リリース、批評、チャート成績
| 専門評論家によるレビュー | 専門評論家によるレビュー |
| レビュー・スコア         | レビュー・スコア         |
| 出典                     | 評価                     |
| ------------------------ | ------------------------ |
| CDジャーナル             | 肯定的                   |

本作は1987年5月21日にCBS・ソニーからLP、CD、CTの3形態でリリースされた。先行シングルとしてリリースされた「SUMMER DREAM」はキリン「キリンレモン」のコマーシャルソングとして使用された。音楽情報サイト『CDジャーナル』では、前田のボーカルが「鼻にかかった声質」であると主張した上で「爽やかに夏進行形というよりも、過ぎ去りし夏とかラスト・サマーを想うというイメージだ」と主張した上で、TUBEが夏のサウンドシーンにおいて欠かせない存在になっていると肯定的に評価した。
本作のLP盤はオリコンアルバムチャートにて最高位第2位の登場週数21回で売り上げ枚数は8.8万枚、CD盤は最高位第2位の登場週数22回で売り上げ枚数は12.8万枚、CT盤は最高位第2位の登場週数36回で売り上げ枚数は10.4万枚となり、総合の売り上げ枚数は32万枚となった。本作はその後CD盤のみ1991年7月1日および2003年7月2日に再リリースされている。

## ツアー
本作を受けたコンサートツアーは「TUBE LIVE AROUND FACE THE BIG WAVE」と題して、本作リリース前の1987年5月9日の市川市文化会館公演を皮切りに、同年7月28日の松山市民会館公演まで27都市全29公演が行われた。その後、野外コンサートを含めたツアーは「KIRIN LEMON SPECIAL TUBE COOL SHOWER LIVE」と題して、同年7月29日の高松市民会館公演から8月30日の沖縄万座ビーチ公演まで12都市全13公演が行われた。シングル「SUMMER DREAM」のヒットにより「TUBE=夏」であることを認めたメンバーは、「コンセプトだけを大事にしてツアーを回っていこう。夏はお祭りっぽく大騒ぎして、冬は何かいろいろなことを考えながらテーマを持ってやっていこう」と決めていた。
前年に夏の野外コンサートを成功させていたTUBEは、1987年に本格的な全国野外コンサートツアーを開始。過去のツアーでは東京および大阪のみで開催されていたが、新たに名古屋、京都、沖縄を加えた全国5か所6公演を実施することとなった。同ツアーではホールツアーの日程に野外公演が組み込まれていたこともあり、ホールと野外が交互に実施されるなど気持ちがひとつに集中できないために切り替えが困難な状況に陥った。しかし、ホール公演で高まったテンションを野外公演で開放することができるという側面も存在したという。
8月27日および28日にはよみうりランドEASTにおける初の2日間連続公演を実施、当日は遊園地としてではなくTUBEのライブ観覧のために開場前から行列が出来ており、開場後には客席に入りきらなかった聴衆のために芝生ゾーンにも席が用意された。当日のライブでは前田および春畑はソロの楽曲である「I Can't Turn You Loose」「Drivin'」をそれぞれ演奏、28日の公演では作詞家の亜蘭知子やパーカッショニストである斎藤ノブ、シンガーソングライターである吉川忠英、歌手の坪倉唯子が飛び入り参加した。動員数は約8千人と前年とは比較にならないほどの大衆が集まったことにメンバーは興奮状態にあり、また開演直前に後方の芝生席まで敷き詰められた聴衆をステージから見たメンバーは鳥肌が立つと同時に楽器を持つ手が震えていたという。

## 収録曲
- CDブックレットに記載されたクレジットを参照[16]。

| #         | タイトル                         | 作詞       | 作曲       | 編曲           | 時間  |
| --------- | -------------------------------- | ---------- | ---------- | -------------- | ----- |
| 1.        | 「SA・YO・NA・RA…」              | 亜蘭知子   | 織田哲郎   | 織田哲郎       | 4:28  |
| 2.        | 「FACE THE BIG WAVE」            | 前田亘輝   | 茂村泰彦   | TUBE           | 4:39  |
| 3.        | 「サマードリーム」(SUMMER DREAM) | 亜蘭知子   | 織田哲郎   | 織田哲郎       | 4:11  |
| 4.        | 「Younger Than Yesterday」       | 秋尾沙戸子 | 織田哲郎   | TUBE           | 4:13  |
| 5.        | 「Stay In My Eyes」              | 亜蘭知子   | 栗林誠一郎 | TUBE、岩崎文紀 | 4:06  |
| 合計時間: | 合計時間:                        | 合計時間:  | 合計時間:  | 合計時間:      | 21:37 |

| #         | タイトル                                        | 作詞       | 作曲       | 編曲      | 時間  |
| --------- | ----------------------------------------------- | ---------- | ---------- | --------- | ----- |
| 6.        | 「憧れのハワイ航路」(AKOGARE NO HAWAII KOURO)   | 星野今日子 | 栗林誠一郎 | 笹路正徳  | 4:26  |
| 7.        | 「Endless Sunset」                              | 湯川れい子 | 中島正雄   | 笹路正徳  | 4:51  |
| 8.        | 「あの夏のEverynight」(ANO NATSU NO EVERYNIGHT) | 三浦徳子   | 角野秀行   | 笹路正徳  | 3:57  |
| 9.        | 「Rock Me Baby」                                | 前田亘輝   | 前田亘輝   | 前田亘輝  | 3:14  |
| 10.       | 「BLUE TWILIGHT」                               | 森山進治   | 小田裕一郎 | 笹路正徳  | 5:04  |
| 合計時間: | 合計時間:                                       | 合計時間:  | 合計時間:  | 合計時間: | 21:32 |

## スタッフ・クレジット
- CDブックレットに記載されたクレジットを参照[17]。

### TUBE
- 前田亘輝 – リード・ボーカル、ギター
- 春畑道哉 – ギター、キーボード、バックグラウンド・ボーカル
- 角野秀行 – ベース、バックグラウンド・ボーカル
- 松本玲二 – ドラムス、バックグラウンド・ボーカル

### 参加ミュージシャン
- 古村敏比古 – サックス
- 吉川忠英 – アコースティック・ギター
- 斉藤ノヴ – パーカッション
- 坪倉唯子 – コーラス

### スタッフ
- 長戸大幸 – プロデューサー
- 小松久 – ディレクター
- 坂本充弘 – レコーディング・エンジニア
- スタジオバードマン・ミキシングチーム – レコーディング・エンジニア
- いしいひさし – アシスタント・エンジニア
- 橋爪健康 – エグゼクティブ・プロデューサー
- 菅原潤一 – エグゼクティブ・プロデューサー

- 仁張明男 – アート・ディレクション、デザイン
- 坂井智明 – デザイン
- 山内順仁 – 写真撮影
- 十川ヒロコ – スタイリスト
- 中島正雄 – スペシャル・サンクス
- 渡部良 – スペシャル・サンクス
- 前田のぶこ – スペシャル・サンクス
- Shina-chan – スペシャル・サンクス
- 吉池悟 – スペシャル・サンクス
- フェルナンデス – スペシャル・サンクス
- ホワイトハウススタジオ – スペシャル・サンクス
- ヤマハR&D – スペシャル・サンクス

## リリース日一覧
| No. | リリース日    | レーベル                                     | 規格   | カタログ番号 | 最高順位 | 備考                   | 出典          |
| --- | ------------- | -------------------------------------------- | ------ | ------------ | -------- | ---------------------- | ------------- |
| 1   | 1987年5月21日 | CBS・ソニー                                  | LP     | 28AH-2187    | 2位      |                        | [ 18 ]        |
| 2   | 1987年5月21日 | CBS・ソニー                                  | CD     | 32DH-678     | 2位      |                        | [ 19 ]        |
| 3   | 1987年5月21日 | CBS・ソニー                                  | CT     | 28KH-2194    | 2位      |                        | [ 18 ]        |
| 4   | 1991年7月1日  | ソニー・ミュージックレコーズ                 | CD     | SRCL-2013    | -        |                        | [ 12 ] [ 20 ] |
| 5   | 2003年7月2日  | ソニー・ミュージックアソシエイテッドレコーズ | CD     | AICL-1454    | -        |                        | [ 21 ] [ 22 ] |
| 6   | 2012年11月7日 | ソニー・ミュージックレーベルズ               | AAC-LC | -            | -        | デジタル・ダウンロード | [ 23 ]        |